# Джийде (Айтматовский район)
Джийде (кирг. Жийде) — село в Айтматовском районе Таласской области Кыргызстана. Входит в состав Ак-Чийского аильного округа. Код СОАТЕ — 41707 215 804 02 0.

## Население
По данным переписи 2009 года, в селе проживало 1500 человек.